# 増田長盛
増田 長盛（ました ながもり）は、安土桃山時代から江戸時代初期にかけての武将、大名。豊臣政権五奉行。父母は不詳、弟に増田長俊、子に盛次、長勝、新兵衛。官位は従五位下・右衛門少尉。

## 生涯

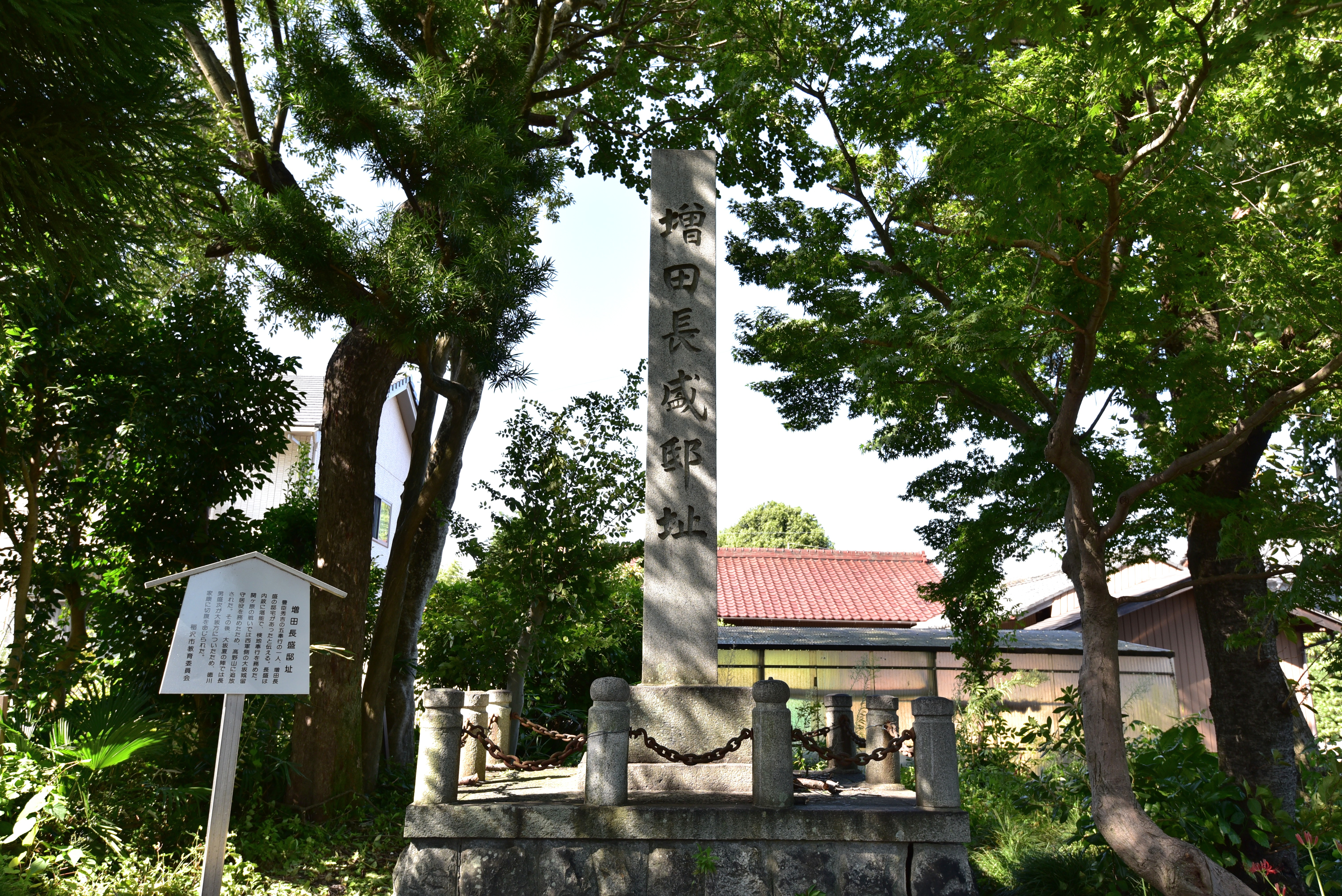
増田長盛邸址（愛知県稲沢市増田町）

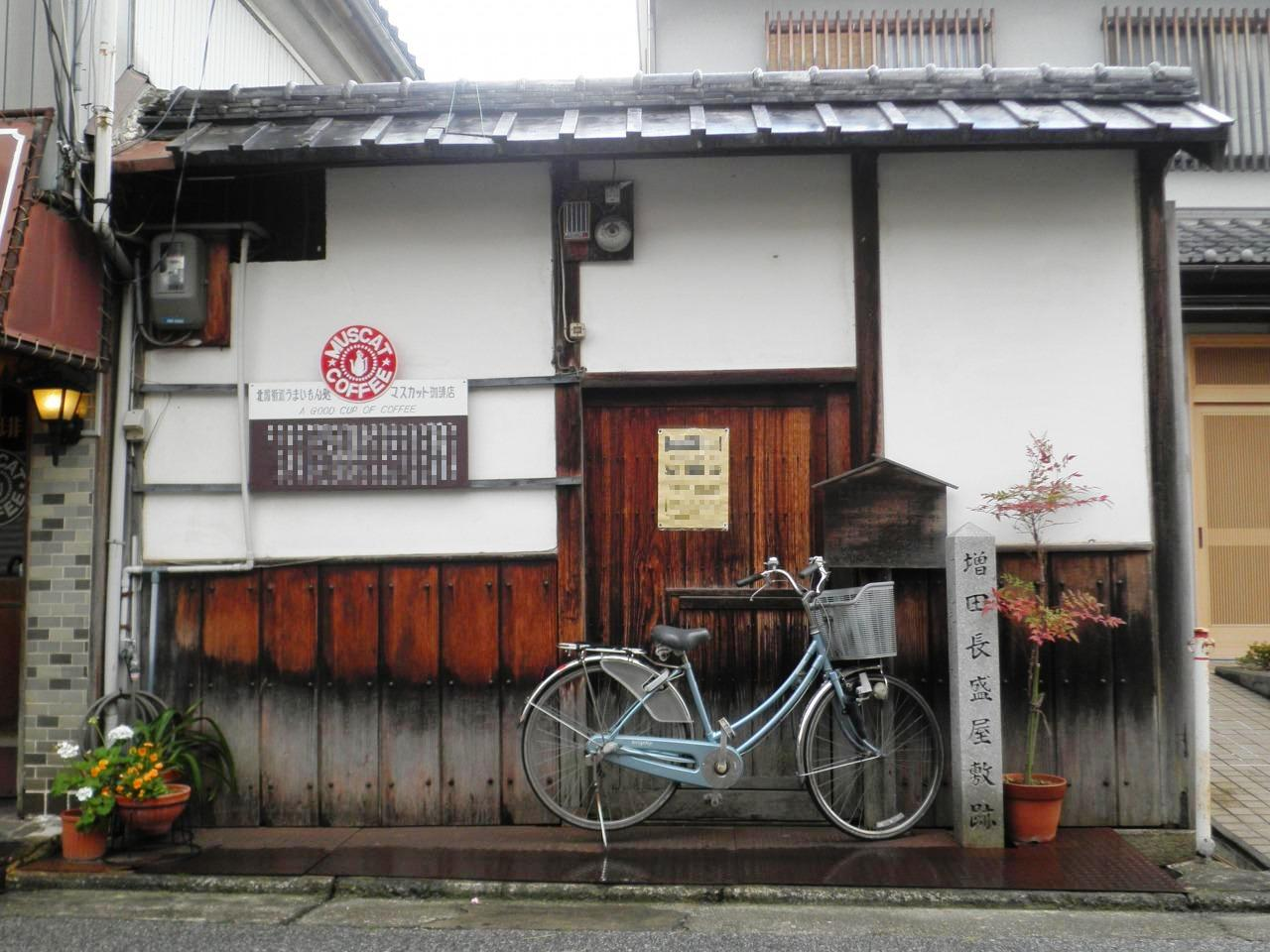
増田長盛屋敷跡（滋賀県長浜市朝日町）

生地は2つの説があり、1つは尾張国中島郡増田村（現在の愛知県稲沢市増田町）だったという説、もう1つは近江国浅井郡益田郷（現在の滋賀県長浜市益田町）という説がある。竹生島の対岸、早崎内湖の東側にあり､現在は真福寺（山号は増田山）になっている。

### 秀吉近臣時代
天正元年（1573年）、28歳の長盛は、まだ織田信長の家臣であった長浜城主羽柴秀吉（後の豊臣秀吉）に召し出され200石で仕えた。長浜市永保町には、「増田長盛屋敷跡」の碑が建っており、ここが長浜時代の長盛の住居跡である。
秀吉の麾下で中国攻めをはじめ多くの戦に従軍し、鳥取城攻めでは「陣中萬の物商の奉行」を命じられた。天正10年（1582年）には奏者に任じられ、上杉景勝との外交交渉などを担当した。同年の吉田兼見の日記に名前が登場している。
天正12年（1584年）3月、小牧・長久手の戦いに従軍し､戦功で2万石に加増され、翌天正13年（1585年）5月、従五位下・右衛門尉に叙任されている。長宗我部元親が秀吉に降伏して豊臣政権下の一大名となると、論拠不明ながら長盛が長宗我部氏の取次となったとする指摘がある。
天正15年（1587年）、関戸の奉行となる。
天正18年（1590年）の小田原征伐においては里見義康担当の申次となり、安房国で差出検地の施行と知行宛行状の発給を行っており、後北条氏が滅亡すると、さらに下野・常陸・安房の大名に対する豊臣政権の取次となった。この年、京都の三条橋を架けた。近江水口城を与えられ､翌年の天正19年閏正月、長束正家と共に近江を検地した。
文禄元年（1592年）からの文禄の役では、石田三成、大谷吉継とともに朝鮮に渡って漢城に駐留し、奉行として占領地統治や兵站に携わった他、碧蹄館の戦いや幸州山城の戦いにも参加している。
文禄4年（1595年）、豊臣秀次が秀吉の命で切腹する「秀次事件」が起きると、長束正家と共に秀吉との間に対立が生じた豊臣秀次の老臣を糾問するなどしている。文禄5年（1596年）にはサン＝フェリペ号事件の処理で積荷没収のために土佐に派遣される。かねてからの長盛と長宗我部氏との特殊な関係が想定でき、派遣を機にそのような関係が深まったと想定される。

### 郡山城主時代
文禄4年（1595年）、豊臣秀長の後を継いだ豊臣秀保が没すると6月、大和国郡山城20万石の所領を与えられる。同年、常陸の地3千石を加増され、紀伊・和泉・大和の秀吉直領の代官を兼ねた。秀吉の晩年には五奉行となる。慶長2年（1597年）には再び安房国を訪れて、総検地を施行している。
慶長の役では開戦後国内にいたが、慶長4年（1599年）に予定されていた大規模攻勢では福島正則・石田三成とともに出征軍の大将となることが決定していた。しかし、慶長3年（1598年）8月に秀吉が没したためこの計画は実現しなかった。

### 秀吉没後、関ヶ原合戦での転身、以後
慶長3年（1598年）に秀吉が没すると、石田三成は反徳川家康の立場を鮮明にし、長盛もこれに与して打倒家康の謀議に参加。慶長5年（1600年）には長束正家や前田玄以など五奉行連判で家康の悪事を糾弾する弾劾書を示し、五大老の毛利輝元や宇喜多秀家を擁立して挙兵、西国大名に西軍加担を要請する文書を送るなど精力的に活動した。その一方で石田三成と大谷吉継の謀議があった7月12日の同日､家康のもとに、ただちに謀議の趣旨を密告したのである。家康配下の永井直勝に宛てた密書には、大谷吉継が美濃の垂井で病と称し、前後二日ほど滞在し、石田三成と謀議に及んだことを暗に知らせている。今後とも折々に知らせると加えていることから察すると､長盛は表裏者といえる。
伏見城攻めには自ら参加し、重臣・福原清左衛門をして城内に籠る甲賀衆に寝返りを促し、落城に導いている（甲賀郡志）。大津城の戦いには一門の増田作左衛門を陣代として軍勢を派遣し、増田勢は大津城の湖水方面から城壁を越えて乗り込み攻撃した。同城の戦いではまた、家臣・中村金六が敵方の勇士・浅見藤右衛門と組み打ちし功名をあげた。 9月15日に行われた関ヶ原の戦いには参加せず、毛利輝元とともに大坂城守備部隊として西の丸に兵3,000を率いて駐屯。戦後の9月25日、出家して謝罪し、9月27日に大坂城西の丸にて沙汰を申し渡され改易となる。その身柄は高野山に預けられた。所領没収のほかに金1900枚と銀5000枚を差し出して命だけは助けられたとされる。
後に高野山を出て岩槻城主・高力清長預かりとなる。元和元年（1615年）、尾張藩主・徳川義直に仕えていた息子の増田盛次が大坂夏の陣で尾張家を出奔して豊臣氏に与した。長盛は戦後自害を命じられ、元和元年5月27日自害した。享年71。
安藤英男は、長盛が三成失脚後に100万石以上に相当する豊臣氏の蔵入地を一括管理していた点を指摘し、長盛が家康に通じずに蔵入地の100万石がもたらす資金・人員を豊臣家及び西軍のために振り向けたならば、関ヶ原の戦況も西軍有利に転じた可能性があったとして輝元とともに西軍敗戦の原因と分析している。
墓所は埼玉県新座市の金鳳山平林寺。当初、騎西郡金重村にあった平林寺に葬られたが、松平信綱によって平林寺が移転された際、新座郡野火止に移った平林寺の境内に移された。明治年間、子孫が墓石を再度移転している。

## 登場する作品
小説
- 今村翔吾『五葉のまつり』（2024年、新潮社）- 五奉行を題材とした作品

テレビドラマ
- 黄金の日日（1978年、NHK大河ドラマ、演:金内吉男）
- 関ヶ原（1981年、TBS、演：平田昭彦）
- 葵 徳川三代（2000年、NHK大河ドラマ、演:佐藤慶）
- 功名が辻（2006年、NHK大河ドラマ、演:不破万作）
- 軍師官兵衛（2014年、NHK大河ドラマ、演:有薗芳記）
- どうする家康（2023年、NHK大河ドラマ、演：隈部洋平）